# X Equulei
X Equulei är en pulserande variabel av RR Lyrae-typ (RRAB) i stjärnbilden Lilla hästen.
Stjärnan varierar mellan visuell magnitud +13,8 och 15,0 med en period av 0,4764656 dygn eller 11,43517 timmar. RR Lyrae-stjärnornas period varierar mellan 0,2 och 1,2 dygn med ett medianvärde på 0,5 dygn. X Equulei ligger strax under medelvärdet.